# Chamalychaeus takahashii
Chamalychaeus takahashii је пуж из реда Architaenioglossa и фамилије Cyclophoridae.

## Угроженост
Подаци о распрострањености ове врсте су недовољни.

## Распрострањење
Ареал врсте је ограничен на једну државу. 
Јапан је једино познато природно станиште врсте.